# Clostridium
Clostridium es un género de bacterias anaerobias. Se trata de bacilos grampositivos, parásitos y saprófitos. Algunos de esos géneros esporulan y son móviles, en general por la presencia de flagelos peritricos. Toman la forma de un fósforo, de un palillo de tambor o de un huso de hilar, y de ahí su nombre en griego "klostro", que significa huso de hilar. Las especies más importantes son el Clostridium botulinum causante del botulismo, el Clostridium novyi, Clostridium septicum, Clostridium perfringens causantes de la gangrena gaseosa y Clostridium tetani, del tétanos.
En 2016, las especies C. difficile y C. mangenotii fueron reclasificadas en el nuevo género Clostridioides.
Se ha sugerido que filogenéticamente es un género polifilético que se dividiría en varios géneros diferentes y no estrechamente emparentados.

## Características
El género está definido por cuatro características:

1. Presencia de endosporas
2. Metabolismo anaerobio estricto
3. Incapacidad para reducir sulfatos a sulfitos
4. Pared celular gram positiva

Los Clostridium son organismos que se observan solitarios, en parejas o a lo máximo en cadenas cortas. Son móviles por presentar flagelos peritricos -con la excepción de C. perfringens. Algunas especies producen cápsula y forman esporas de aspectos esféricos u ovalados, situados en el centro del bacilo o en un extremo subterminal y resistentes al calor. A pesar de ser bacterias anaerobias obligadas, no todos tienen la misma sensibilidad al oxígeno. C. tetani, por ejemplo, requiere total anaerobiosis y C. perfringes tiende a ser menos exigente. Crecen a una temperatura de 37 °C y a un pH entre 7 y 7,4, de modo que son fácilmente inactivadas a pH ácido o básico, como el ácido estomacal, el de limpiadores y desinfectantes como el cloro e incluso el pH de ácidos orgánicos encontrados en el zumo de limón, por ejemplo. Son fermentadoras de azúcares, un aspecto que resulta de utilidad en la diferenciación de las especies.
Poseen antígenos somáticos y flagelares que permiten dividirlas en tipos y subtipos. Producen exotoxinas de efecto necrosante, hemolíticos y potencialmente letales. Las toxinas son nombradas con letras, así por ejemplo, la toxina necrosante es nombrada con la letra C y la enterits en animales es causada por las toxinas B, D y E.

## Hábitat
No todas las especies son patógenas, algunas forman parte de la flora intestinal normal. Las especies de Clostridium están ampliamente distribuidas en el ambiente, habitando el tracto gastrointestinal tanto de humanos como animales. A pesar del interés en relación de Clostridium por razón de que estos organismos están relacionados con la diarrea.

## Patología
Los Clostridium incluyen bacterias comunes y libres en la naturaleza, así como patógenos de importancia. Hay seis especies principales responsables de enfermedades en humanos:
- C. botulinum (de la palabra botulus, salchicha) es un organismo productor de una toxina alimenticia causante de botulismo,[7] un desorden neurológico agudo potencialmente letal.

- C. perfringens (llamado perfringens, literalmente "que atraviesa" por estar asociado a una necrosis invasiva) causa un amplio rango de síntomas, desde intoxicación alimentaria hasta gangrena gaseosa. Es también causante de una enterotoxemia, frecuentemente hemorrágica en carneros (en especial corderos), novillos, ovejas y cabras.[8]

- C. tetani (de tetani, que significa rigidez) es el organismo causante de tétano (trismo), caracterizada por una rigidez muscular excesiva.[9]

- C. septicum (su nombre proviene de la palabra septicum, traducido como "putrefactor") es uno de los agentes etiológicos de la septicemia y representa una elevada mortalidad.[2]

- C. sordellii, nombrado así en honor al bacteriólogo Alfredo Sordelli quien lo aisló por primera vez. Puede formar parte de la flora genital femenina. Ha estado involucrado en casos de choque tóxico después del parto.[2]

| Cuadro clínico   | Agente etiológico                                      |
| ---------------- | ------------------------------------------------------ |
| Tétanos          | C. tetani                                              |
| Botulismo        | C. botulinum, C. baratii, C.butyricum                  |
| Gangrena gaseosa | C. perfringens, C. novyi, C. septicum, C. histolyticum |
| Diarrea          | C. perfringens                                         |
| Colitis          | C. perfringens                                         |

## Usos comerciales
- C. thermocellum puede generar etanol a partir de ciertos desperdicios, haciéndolo un posible candidato en el uso y producción de etanol. Al no tener requerimientos de oxígeno y por ser termofílico, se reducen los costos de refrigeración
- C. acetobutylicum, conocido también como el organismo Weizmann, el cual fue usado por primera vez por Jaim Weizmann en la producción de acetona y biobutanol a partir de almidón en 1916 en la producción de pólvora y TNT.
- C. ljungdahlii, recientemente descubierto en desechos de pollos comerciales, puede producir etanol a partir de fuentes de un solo carbono, incluyendo Syngas, una mezcla de dióxido de carbono e hidrógeno que puede ser generada a partir de la combustión parcial tanto de biomasa y combustible fósil. El uso de estas bacterias para producir etanol ya es un proyecto en diversas plantas energéticas.[10]

Debido al peligro que supone el Clostridium botulinum y otros agentes patógenos, el único método seguro de envasar la mayoría de los alimentos es bajo condiciones de presión y temperatura altas, normalmente de unos 116-121 °C.

## Galería

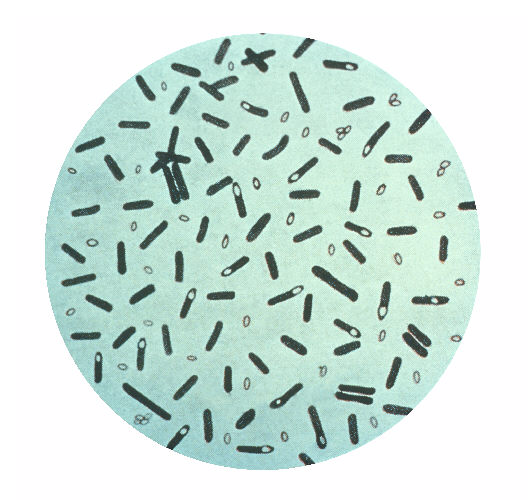
Clostridium botulinum
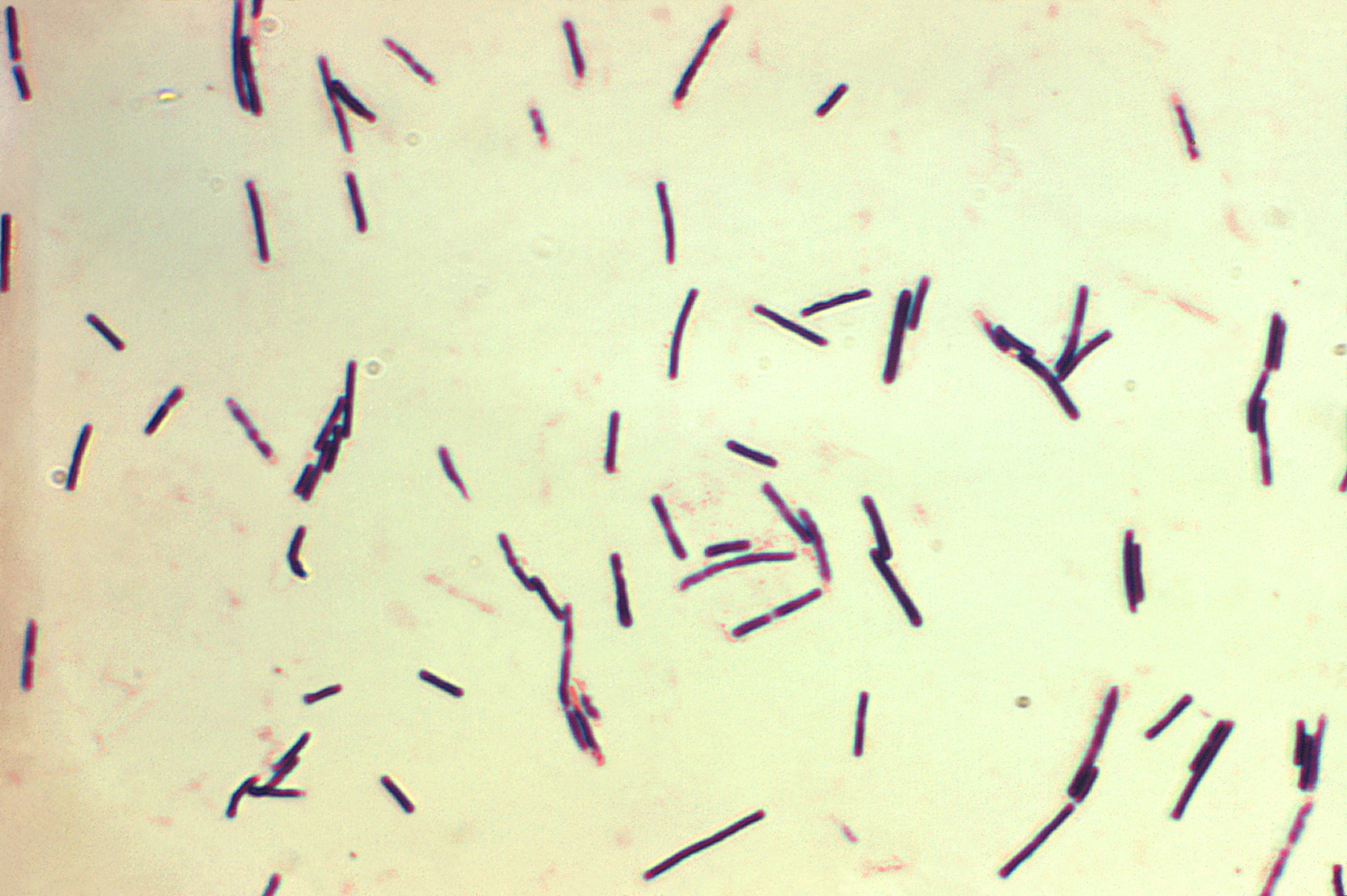
Clostridium perfringens